# Militaire muziek
Militaire muziek is muziek die vooral wordt gebruikt binnen militaire organisaties.
In algemene termen is muziek binnen militaire organisaties net zo oud als de muziekinstrumenten die daarvoor worden gebruikt. Het doel van militaire muziek is in de loop der tijd veranderd van een eenvoudig aanvalssignaal tot een volledig orkest.

## Signaalinstrumenten

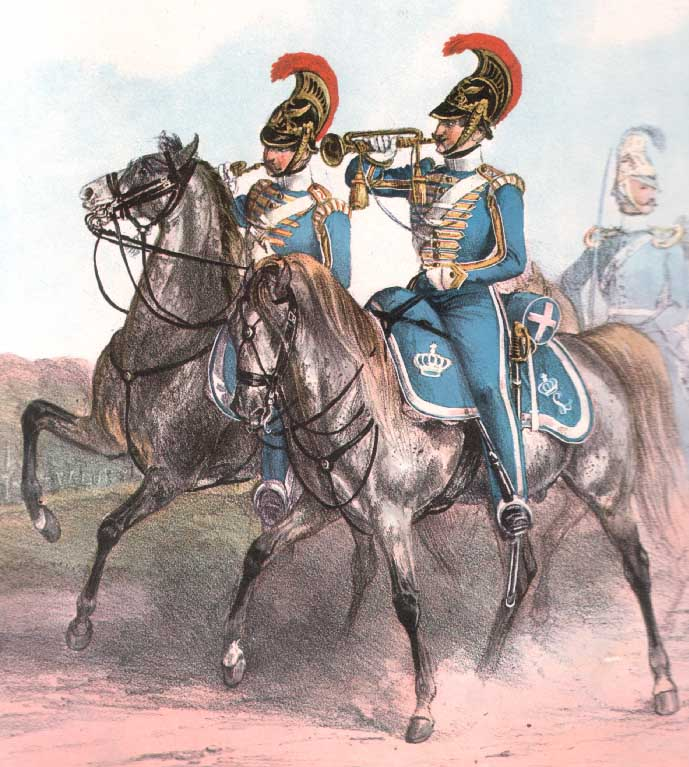
Trompetters van het 2 Badense Dragonder Regiment (ca. 1830)

Muziekinstrumenten hadden in de oudheid al een militaire functie. In het Oude Testament werd door de Israëlieten bij de inname van Jericho geblazen op een trompet (waarschijnlijk een ramshoorn). In eerste instantie werden dus instrumenten gebruikt om signalen door te geven van de bevelhebbers naar de manschappen. Grofweg tot na de Tweede Wereldoorlog was er vaak geen andere communicatie mogelijk. Op het slagveld waren vaak trompetters aanwezig, die in de buurt van de bevelhebber bleven om diens bevelen om te zetten in hoorbare signalen. Voor gelijke doelen werden ook trommels gebruikt. In Nederland is deze traditie lange tijd verbonden geweest met bepaalde krijgsonderdelen. Zo wordt binnen de infanterie meestal gebruikgemaakt van tamboers, maar binnen de bereden wapens (cavalerie en artillerie) zijn signaaltrompetten het meest gangbaar.

## Opzwepende muziek
Een tweede functie van militaire muziek is het aansporen van de manschappen. Het zingen van marsliederen, het roffelen van trommels, het schallen van trompetten, het is allemaal bedoeld om de manschappen aan te sporen. Het is bekend dat tijdens de 18e eeuw toen de Ottomaanse legers door Europa trokken, er binnen hun gelederen orkesten meetrokken voor dit doel. Het was een angstwekkend gehoor. Zelfs grote componisten als W.A. Mozart waren onder de indruk en schreven composities met Turkse thema's daarin verwerkt.
De instrumenten die men in de 21e eeuw heel normaal vindt, zoals bekkens en grote trom (nog vaak Turkse trom genoemd), zijn sinds de 18e eeuw gemeengoed geworden binnen de militaire orkesten. Zo kan je stellen dat in grote lijnen de militaire muziek in Nederland ontstaan is als een combinatie van signaalinstrumenten, slaginstrumenten en aansporende liederen. In de loop der eeuwen zijn hierdoor, in uiteen lopende bezettingen, militaire orkesten ontstaan.

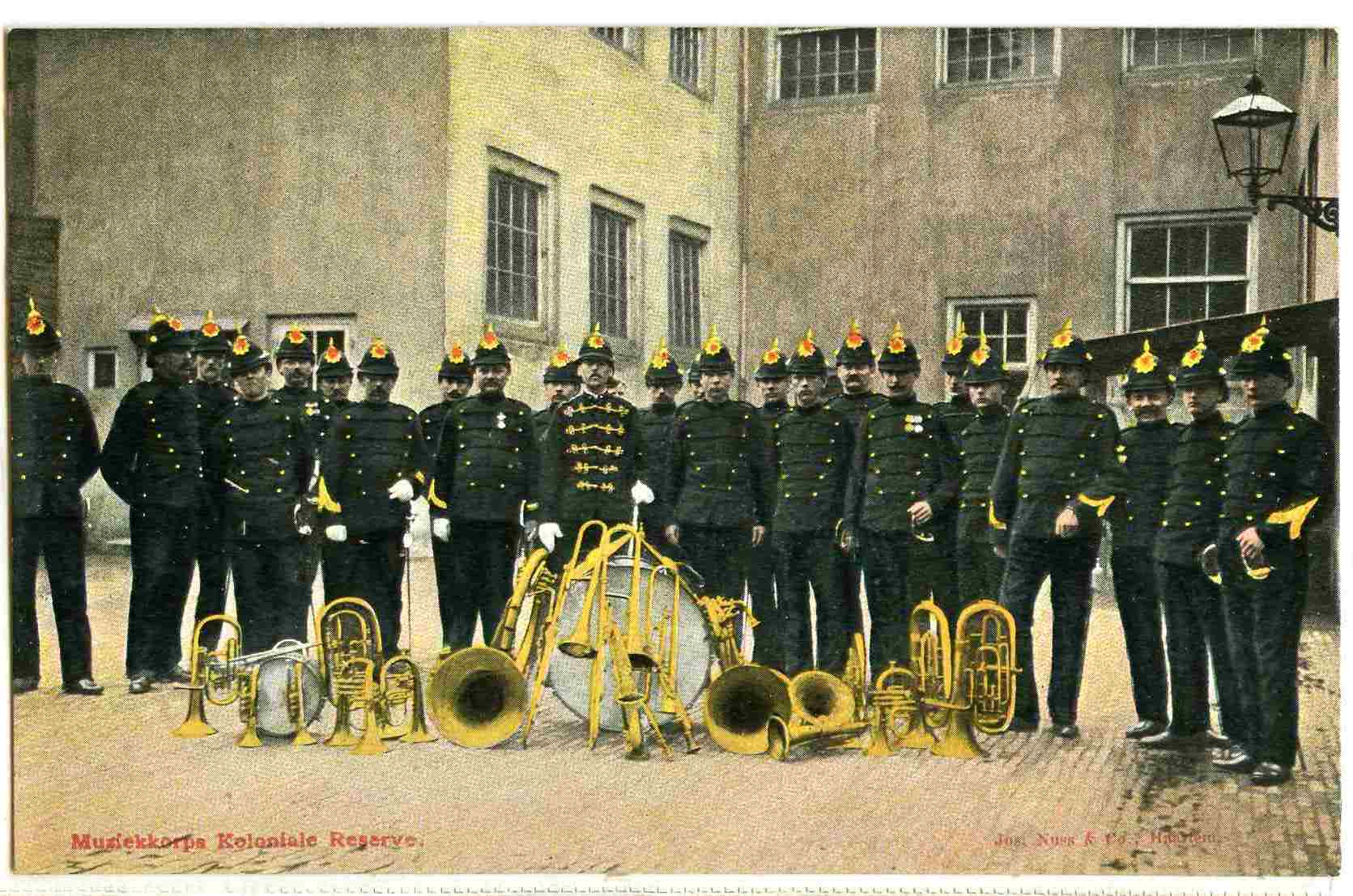
Muziekkorps van het Korps Koloniale Reserve te Nijmegen omstreeks 1905

## Militaire orkesten
Binnen de diverse legeronderdelen bestaan regimenten en korpsen. Ieder regiment of korps is trots op zijn tradities en slagvaardigheid. In de loop der tijd hebben veel regimenten of korpsen in Nederland en in Nederlands-Indië eigen orkesten gevormd, om de manschappen aan te voeren in de strijd en tot vermaak bij festiviteiten. Zeker in tijden van vrede was deze laatste functie belangrijker dan die in oorlogstijd. Analoog aan de ontwikkelingen op het gebied van muziekinstrumenten, zijn er in de loop van de 19e eeuw diverse soorten orkesten ontstaan. Symfonieorkesten waren militair niet bruikbaar omdat de instrumenten niet draagbaar genoeg zijn. In eerste instantie werden blaasorkesten in harmoniebezetting geformeerd. Na de uitvindingen en verbeteringen door Adolphe Sax werden later in de 19e eeuw ook orkesten geformeerd in fanfare bezetting. Doel en functie waren identiek. 

## Nederlandse militaire orkesten

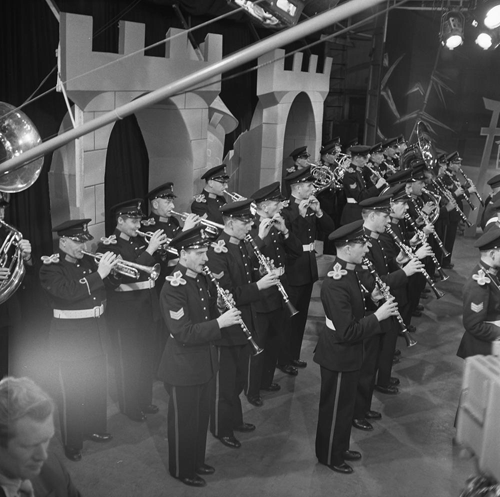
De Marinierskapel in 1959

Binnen de krijgsonderdelen (Landmacht, Luchtmacht en Marine, Marechaussee) zijn er vanaf midden 19e eeuw min of meer vaste orkesten ontstaan. Een aantal hiervan bestaan uit beroepsmilitairen met een muzikale opleiding en een aantal bestonden uit dienstplichtige militairen, waarvan de meesten geen professionele opleiding hebben gevolgd. De professionele orkesten hebben altijd een Harmonie bezetting, de dienstplichtige een Fanfare bezetting. In de hoogtijdagen van de koude oorlog, toen de Nederlandse krijgsmacht haar grootste bezetting kende, waren er de volgende orkesten actief:
- Orkesten met beroepsmilitairen
  - Koninklijke Militaire Kapel
  - Johan Willem Friso Kapel
  - Kapel van de Koninklijke Luchtmacht
  - Marinierskapel der Koninklijke Marine
- Orkesten met dienstplichtige muzikanten
  - Trompetterkorps der Cavalerie (TdC, gelegerd te Amersfoort)
  - Trompetterkorps der Artillerie (ATK, gelegerd te Garderen)
  - Fanfarekorps der Genie (gelegerd te Vught)
  - Fanfarekorps der Limburgse Jagers (gelegerd te Seedorf)

Daarnaast bestonden nog enkele zogeheten Tamboer- en jachthoornkorpsen. Sommige daarvan waren verbonden aan een beroepsorkest en andere aan een legeronderdeel. Voorbeelden hiervan zijn de Tamboer- en pijpers van het Korps Mariniers, het Jachthoornkorps Garde Regiment Jagers (JHK,gelegerd Oranjekazerne te Schaarsbergen) en het Tamboerkorps der Intendance. Naast deze orkesten zijn er orkesten die tot een bepaalde organisatie behoren, maar uit muzikanten met een deeltijdcontract en/of reservisten bestaan c.q. bestonden. Voorbeelden hiervan zijn het Trompetterkorps der Marechaussee, het Nederlands Douane Orkest en tot de jaren 1990 ook de Rijkspolitiekapel.

### Bezuinigingen
In 1997 werd de militaire dienstplicht opgeschort. Sinds 1996 werden er al geen nieuwe dienstplichtigen meer opgeroepen. Dit heeft grote consequenties heeft gehad voor de muziek in het Nederlandse leger. Het aantal orkesten is door bezuinigingen sterk verminderd. In eerste instantie werden de vier dienstplichtige orkesten gefuseerd tot twee. De muzikanten hiervan werden voor bepaalde tijd aangenomen. Zo ontstond het Trompetterkorps Bereden Wapens (TKBW) te Amersfoort, een fusie van de Trompetterkorpsen der cavalerie en artillerie. Daarnaast was er het Fanfarekorps der Koninklijke Landmacht, een fusie van de fanfarekorpsen van de Genie en de Limburgse Jagers (FKKL) te Vught. Zo ontstonden twee beroepsorkesten met fanfare bezetting. Deze orkesten zijn later gefuseerd tot een fanfareorkest, het Fanfarekorps Koninklijke Landmacht 'Bereden Wapens'.
De twee landmacht harmonieorkesten werden samengevoegd tot Koninklijke Militaire Kapel "Johan Willem Friso". Ieder legeronderdeel heeft nog één orkest ter beschikking. Om de werkdruk te spreiden zijn er taken verschoven. Zo heeft het orkest in Assen een eigen regimentsfanfare gekregen en hebben de orkesten van de Koninklijke Marechaussee en de Nationale Reserve een volledige fanfarebezetting toegewezen gekregen.
Lijst met Nederlandse militaire orkesten:
- Fanfare "Bereden Wapens"
- Fanfare van het 'Korps Nationale Reserve'
- Koninklijke Militaire Kapel "Johan Willem Friso"
- Regimentsfanfare "Garde Grenadiers en Jagers"
- Marinierskapel der Koninklijke Marine
- Tamboers en Pijpers van het Korps Mariniers
- Kapel van de Koninklijke Luchtmacht
- Drumfanfare van de Koninklijke Luchtmacht
- Trompetterkorps der Koninklijke Marechaussee

### Reünieorkesten
Ondanks al deze fusies en bezuinigingsmaatregelen zijn er een aantal initiatieven ontstaan, die de traditie van een aantal militaire orkesten proberen in leven te houden. Zo is er in 1995 het 'Reünieorkest Trompetterkorps der Cavalerie' opgericht, bestaande uit voormalige dienstplichtige muzikanten die hierbij hadden gediend. Een soortgelijk initiatief heeft geleid tot reünieorkesten van het ATK en de Geniekapel.
Lijst van actieve Nederlandse reünieorkesten:
- Reünisten Orkest Der Genie (1969)[1]
- Reünie-Orkest Limburgse Jagers (1992)[2]
- Reunieorkest Trompetterkorps der Cavalerie (1995)[3]
- Vrijwillig Fanfarekorps der Genie (1996)[4]
- Vrijwillig Muziek- en Tamboerkorps van de Verbindingsdienst (1998)[5]
- Reünie Orkest Artillerie Trompetterkorps (2001)[6]
- Reünisten-Matrozenkapel (2002)[7]
- The Dutch Military Pipes and Drums, eerst onder de naam "Blue Guards" (2006), later "Falcon Guards"[8]
- Historisch Tamboerkorps der Koninklijke Marechaussee (2006)[9]
- Reünieorkest Regiment van Heutsz (2007)[10]
- Traditioneel Tamboerkorps Garde Grenadiers (2010)[11]
- Traditioneel Jachthoornkorps Garde Jagers[12]

Voorts zijn er reüniekorpsen die een voortzetting zijn van buitenlandse militaire korpsen:
- The 48th Highlanders of Holland Pipes and Drums (1991) [Canada]Website
- The Seaforth Highlanders of Holland memorial Pipes and Drums (1991) [Canada]
- The Pipes & Drums of The Royal British Legion, the Netherlands [Groot-Brittannië]

## Belgische militaire orkesten
- In België is het Groot Harmonieorkest van de Belgische Gidsen bekend om het uitvoeren van Belgische Marsen.
- Binnen de marinecomponent van de Belgische strijdkrachten is de Koninklijke Muziekkapel van de Marine actief.
- De luchtcomponent heeft eveneens een muziekkapel: de Koninklijke Muziekkapel van de Belgische Luchtmacht.

## Duitse militaire marsmuziek
Duitsland heeft een eeuwenlange traditie van militaire marsmuziek. Frederik Willem III heeft in Duitsland de te gebruiken marsen gereglementeerd. Alle in het Duitse leger gebruikte catalogi van marsen gaan op deze verzameling van Duitse militaire marsmuziek terug. In nazi-Duitsland werden in het leger propagandistische marsliederen als Erika gezongen.